# تاكانوري نيشيكاوا

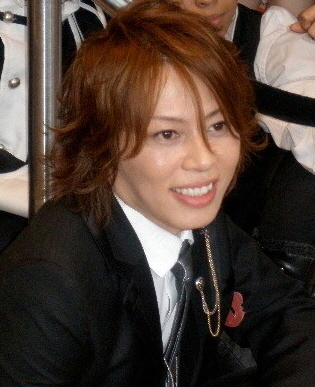

تاكانوري نيشيكاوا (西川貴教 نيشيكاوا تاكانوري) هو مغني ياباني ولد في 19 سبتمبر 1970 في ياسو، شيغي.
لقبه (T.M.Revolution تي إم ريفولوشن) الذي يرمز إلى «تاكانوري ميكس ريفولوشن» (Takanori Makes Revolution (الترجمة العربية: تاكانوري يُحدث ثورة)).
فرد من فرقة Abingdon Boys School (أبينغدون بويز سكول)

## أعماله

### كT.M.Revolution
- HEART OF SWORD ～夜明け前～
  - أغنية النهاية الثالثة لمسلسل أنمي روروني كينشين
- INVOKE
  - أغنية البداية الأولى لمسلسل أنمي البدلة المتنقلة جاندام سيد
- ignited -イグナイテッド-
  - أغنية البداية الأولى لمسلسل أنمي البدلة المتنقلة جاندام سيد ديستني
- resonance
  - أغنية البداية الأولى لمسلسل أنمي سول إيتر
- SWORD SUMMIT
  - أغنية اليداية لمسلسل أنمي سنغوكو باسارا تو
- Save The One, Save The All
  - أغنية النهاية لفيلم بليتش: فصل الجحيم

### مع Abingdon Boys School
- INNOCENT SORROW
  - أغنية البداية الأولى لمسلسل أنمي دي جرايمان
- HOWLING
  - أغنية البداية الأولى لمسلسل أنمي داركر ذان بلاك -المقاول الأسود-
- STRENGTH.
  - أغنية النهاية الرابعة لمسلسل أنمي سول إيتر
- JAP
  - أغنية اليداية لمسلسل أنمي سنغوكو باسارا
- キミノウタ
  - أغنية اليداية لمسلسل أنمي طوكيو ماغنيتود 8.0
- From Dusk Till Dawn
  - أغنية النهاية لمسلسل أنمي داركر ذان بلاك -جوزاء النيزك-

## وصلات خارجية
- تاكانوري نيشيكاوا على موقع IMDb (الإنجليزية)
- تاكانوري نيشيكاوا على موقع ميوزك برينز (الإنجليزية)
- تاكانوري نيشيكاوا على موقع أول ميوزيك (الإنجليزية)
- تاكانوري نيشيكاوا على موقع ديسكوغز (الإنجليزية)
- تاكانوري نيشيكاوا على موقع قاعدة بيانات الفيلم (الإنجليزية)
- نسخة محفوظة 16 يونيو 2007 على موقع واي باك مشين.